# Ghazi I
Ghazi I, właśc. Ghazi ibn Fajsal, arab. غازي ابن فيصل (ur. 12 marca 1912 w Mekce, zm. 4 kwietnia 1939 w Bagdadzie) – król Iraku z dynastii Haszymidów, marszałek polny i marszałek lotnictwa Iraku. 

## Życiorys
Jedyny syn Fajsala I. Panował od 8 września 1933, do swojej śmierci – zginął w wypadku samochodowym (prowadzone przez niego nocą auto uderzyło w przydrożny słup telegraficzny).